# Museu de Sinchon das atrocidades de guerra estadunidenses
O Museu de Sinchon das atrocidades de guerra estadunidenses (em coreano: 신천박물관; hanja: 信川博物館) ou apenas museu das atrocidades de guerra americanas é um museu histórico dedicado à conservação e apresentação de artefatos datados do Massacre de Sinchon, um massacre de civis norte-coreanos realizado por estadunidenses durante a Guerra da Coreia. O museu está localizado no condado de Sinchon, na Coreia do Norte.

## História
O museu foi fundado em 26 de março de 1958 e inaugurado em 25 de junho de 1960 sob as instruções do falecido presidente Kim Il-sung. É composto por vários edifícios, um abrigo antiaéreo e um cemitério. Fotos, pinturas e objetos são exibidos em 16 salas no primeiro edifício e em três salas no segundo edifício. Costumava ser a sede local do Partido dos Trabalhadores da Coreia. Foi aqui que 900 pessoas teriam sido trancadas em um búnquer e queimadas.
Também é um centro de educação antiamericano aos trabalhadores dedicado às atrocidades atribuídas aos americanos durante a guerra. Os trabalhadores são educados por meio de pensamentos comunistas e antiamericanos através de materiais e evidências que expõem as atrocidades dos militares dos Estados Unidos durante a Guerra da Coreia.
Em seus arredores são exibidos vários materiais que promovem a ideologia antiamericana, abrigos de defesa aérea que afirmam ser o local de massacre de civis pelos militares dos EUA e vítimas de guerra. O diretor do museu, Kim Byeong-ho, apareceu no Central Broadcasting System e disse que uma média de 2 500 trabalhadores visitam o museu todos os dias por ocasião do 'Dia da Luta Antiamericana em 25 de junho'. O museu é um centro educacional do antiamericanismo representativo na Coreia do Norte.
O museu relembra a morte de mais de 35 000 pessoas (e entre as 30.000 vítimas, havia 16 000 crianças, idosos e mulheres) de 17 de outubro a 7 de dezembro de 1950, no mesmo período em que as principais cidades da Coreia do Norte, como Pyongyang (a capital) e Hamhung, estavam sob ocupação durante a guerra por sul-coreanos e americanos e as forças militares das Nações Unidas.
O museu também relembra outros incidentes. No quartel-general da milícia, 520 pessoas teriam sido reunidas em um abrigo antiaéreo e, em seguida, trancadas e mortas com explosivos. Na ponte Soktang, 2 000 pessoas foram mortas ao tentarem atravessar. É relatado que os corpos foram jogados no rio. Na aldeia de Wonam, 400 mulheres e 102 crianças foram presas em dois depósitos de pólvora, depois pulverizadas com gasolina e incendiadas. O cemitério dedicado a essas 400 mulheres e crianças fica ao lado do museu. O museu também relata o destino de 1 000 mulheres jogadas no lago da represa de Sowon, as outras 600 encontradas em Pogu e as 1 200 pessoas presas em um refrigerador e queimadas. Também documenta a destruição sistemática do distrito: 5 484 casas queimadas, 618 fábricas, prédios públicos e sistemas de irrigação destruídos, bem como o saque de 9 624 gados.
Os “ataques americanos ao povo coreano” constituem o segundo tema apresentado por este museu. Assim, também mostra o incidente do General Sherman, as atividades dos missionários cristãos, a ocupação da Coreia após a Segunda Guerra Mundial, a Guerra da Coreia e a atual resistência à ocupação da península. Em último é ilustrado o caso da estudante sul-coreana Lim Su-kyung que fez um discurso em frente ao museu em 1989 para promover a reunificação e que foi condenada a 10 anos de prisão ao retornar à Coreia do Sul.
A Coreia do Norte realiza um levante de jovens estudantes no museu todo dia 25 de junho.

## Exibições
No interior do museu, os materiais são expostos em quatro secções por período: a primeira mostra os materiais de 1866 a 15 de agosto, e a segunda, de 1866 a 25 de junho. A terceira parte exibe materiais que expõem as lutas dos militares norte-coreanos e as atrocidades dos militares dos EUA durante a guerra. Ela contém materiais sobre os abates. Na quarta parte, são exibidos vários materiais que mostram a luta pela revolução sob a liderança de Kim Il-sung após o final de 25 de junho.
Em torno do museu, o antigo abrigo de defesa aérea Shincheongundang disse ter queimado e matado mais de 900 habitantes, o túmulo de 5 605 vítimas, dois armazéns em Chestnutnamu-gol, Wonam-ri, Shincheon-gun, túmulos de 400 mães e túmulos de 102 crianças. É preservado como dados de massacre.

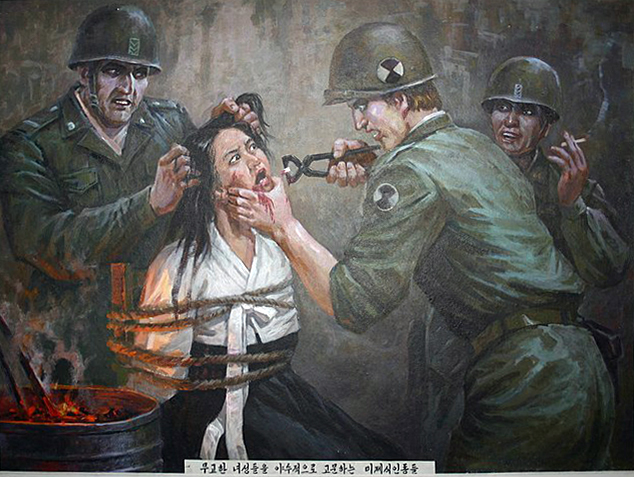
Pintura na parede do museu
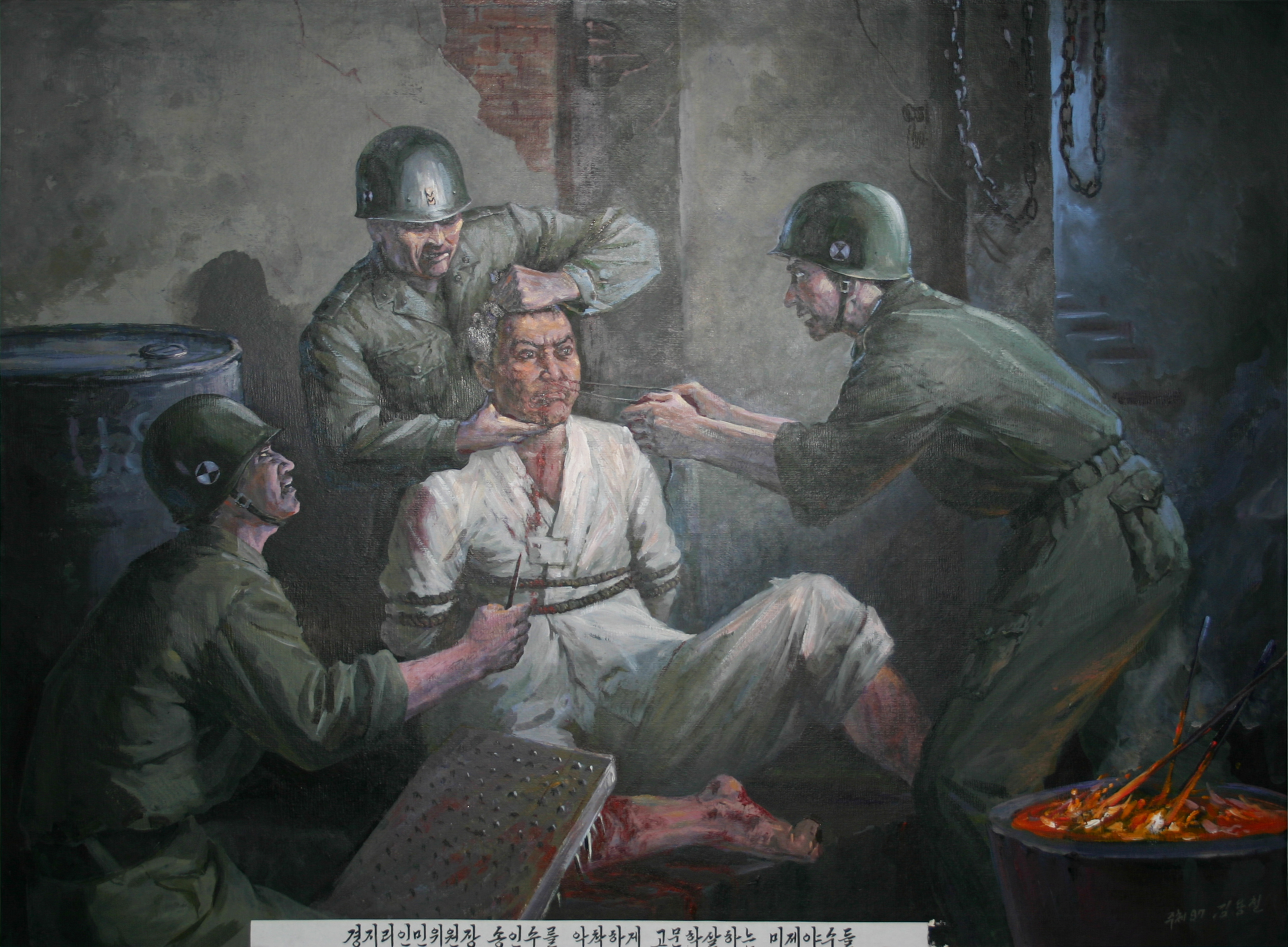
Pintura na parede do museu
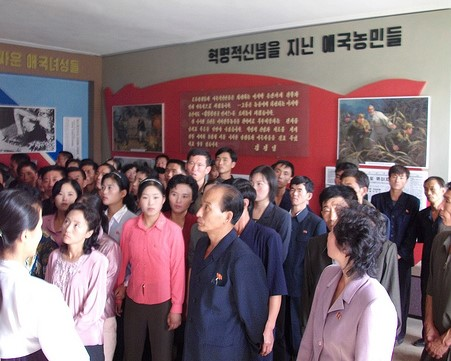
Norte coreanos durante um tour
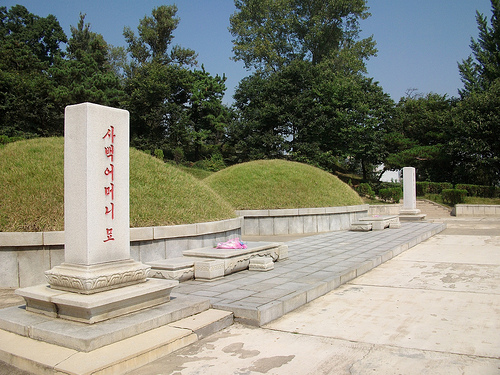
Cemitério das 400 mães e crianças no local do Massacre de Sinchon
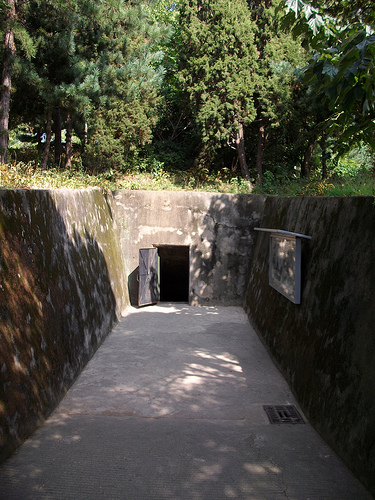
O búnquer

## Visitantes notáveis
Kim Il-sung visitou o museu em 1953 e 1958, assim como seu filho, Kim Jong-il, que o visitou em 1962 e 1998.
O líder norte-coreano Kim Jong-un (filho de Kim Jong-il e neto de Kim Il-sung) visitou o museu junto com sua irmã em 2014.